# How to Destroy Angels

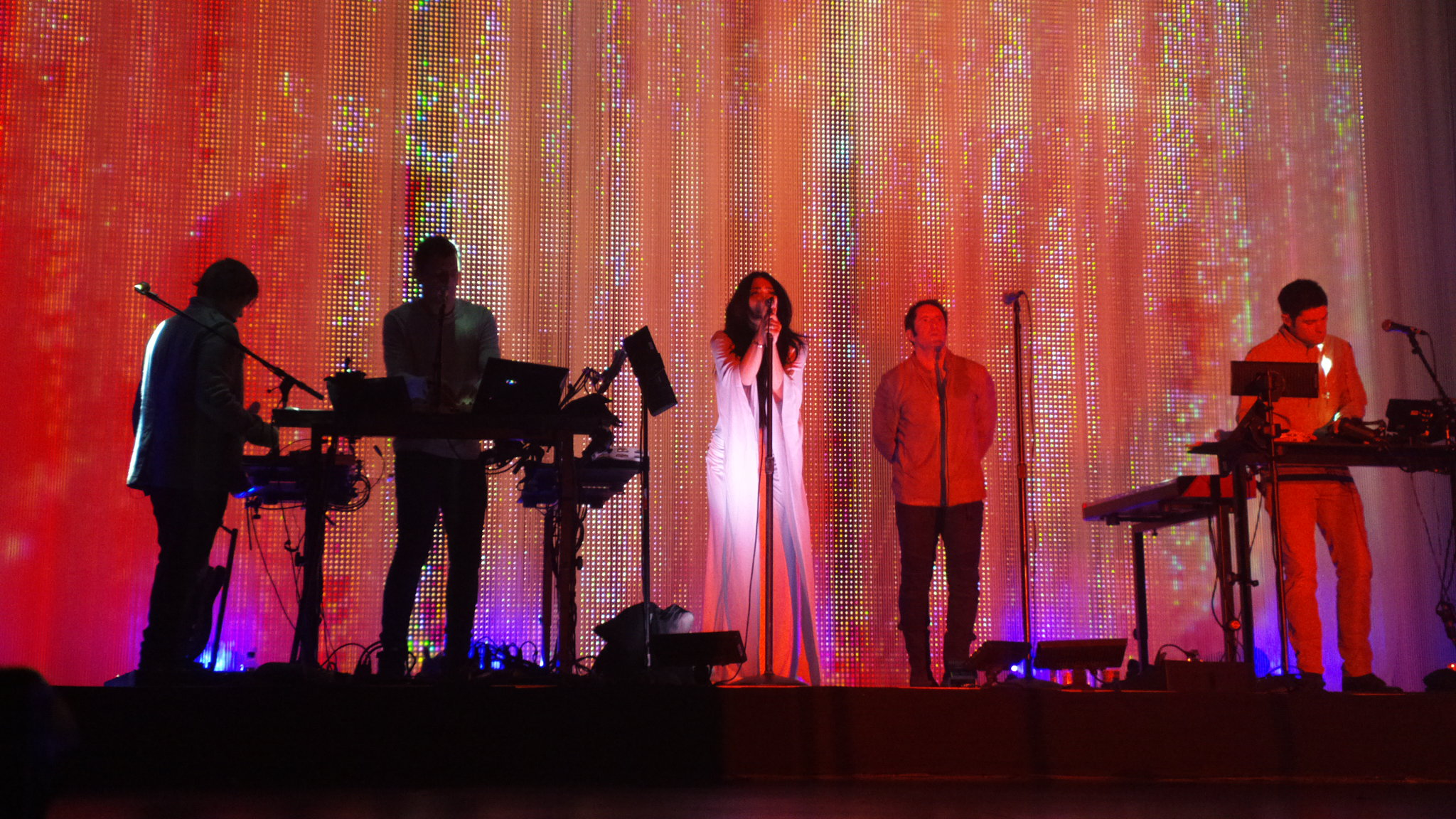
How to Destroy Angels (2013)

How to Destroy Angels (engl. für „Wie man Engel zerstört“) ist eine US-amerikanische Band, die Trent Reznor (Nine Inch Nails) 2010 zusammen mit seiner Frau Mariqueen Maandig Reznor und Atticus Ross gründete. Ross arbeitete bereits zu Zeiten von Nine Inch Nails mit Reznor zusammen.
Benannt ist die Band nach der gleichnamigen Single der Band Coil von 1984, mit deren mittlerweile verstorbenen Mitglied Peter Christopherson Trent Reznor zusammengearbeitet hat.

## Geschichte
Nachdem im April 2010 mehrere kurze Videos mit Soundbeispielen veröffentlicht worden waren, wurde am 4. Mai 2010 der erste Song A Drowning über die Plattform Pitchfork.com der Öffentlichkeit kostenlos zum Anhören zugänglich gemacht. Ab 5. Mai war der Titel, der von Alan Moulder abgemischt wurde, als Download-Single bei Amazon erhältlich.
Am 15. Mai 2010 wurde ebenfalls über Pitchfork.com der erste Videoclip zu dem Song The Space In Between veröffentlicht.
Seit dem 1. Juni 2010 stehen die sechs Songs der EP als DRM-freie MP3-Dateien mit 320 KBit/s zum kostenlosen Download auf der Homepage der Band bereit. Seit dem 6. Juni gibt es die EP als CD zu kaufen.
Am 13. November 2012 erschien zunächst die EP An omen EP digital und auf Vinyl. Am 1. März 2013 folgte das Debütalbum Welcome oblivion, auf dem sich auch einige Lieder aus An omen EP befinden.

## Diskografie

### Alben
- 2013: Welcome oblivion

### EPs
- 2010: How to Destroy Angels
- 2012: An omen EP

### Singles
- 2010: A Drowning

### Soundtracks
- 2011: Verblendung, Titel: Is Your Love Strong Enough?